# Хавчаев, Салам Абдурагимович
Салам Абдурагимович Хавчаев (род. 8 февраля 1949, Кукни, Лакский район, ДАССР, РСФСР, СССР) — российский журналист. Заместитель главного редактора ГТРК «Дагестан».

## Биография
Салам Абдурагимович Хавчаев родился 8 февраля 1949 года в селе Кукни Лакского района. Когда Салам был еще маленьким, родители переехали в город Махачкалу.

## Учёба
В 1956 году пошел в 1-й класс школы №3 г. Махачкалы. После окончания школы поступил на вечернее отделение филологического факультета ДГУ в 1966 году.

## Увлечение спортом
В детстве и в юности серьезно занимался футболом. Привлекался в юношескую команду махачкалинского «Динамо».

## Служба в армии
В 1972-73 гг. служил в ракетных войсках ВС СССР.

## Трудовая деятельность
С сентября 1968 года работает на Дагестанском телевидении.
В 2004-2007 гг. работал главным редактором ГТРК «Дагестан».

### Творчество Салама Хавчаева
Салам Хавчаев — автор и соавтор многих популярных передач дагестанского телевидения:
- «На старт» (совместно с Георгием Скляром)
- «Шаг к прекрасному»
- «Как стать звездой»
- «Ракурс»
- «Позиция и оппозиция»
- «Планета Культура»
- «ТОКС ведет поиск» (с 1970; совместно с Патимат Омаровой, Феликсом Астратьянцом, Лидией Погорельской, Героем Советского Союза Николаем Подорожным)
- Легенда

### Книга
В 2000 году вышла книга Салама Хавчаева в соавторстве с Людмилой Погорельской «Здравствуйте, дорогие телезрители».

## Награды и звания
- Заслуженный работник культуры РФ
- Премия Правительства Российской Федерации в области культуры (2012)
- Орден «За заслуги перед Республикой Дагестан» (2016)